# 克拉馬利納峰
46°15′19.3″N 8°37′25.8″E / 46.255361°N 8.623833°E
克拉馬利納峰（Pizzo Cramalina），是瑞士的山峰，位於該國南部，由提契諾州負責管轄，屬於勒蓬廷山的一部分，海拔高度2,322米，每年平均降雨量2,204毫米。